# أسلوب نفي
أسلوب النفي في اللغة العربية      هو طريقة إنكار   أو نقض فكرة أو حجة أو موضوع، ويراد به نفي جملة أو دليل وهو ضد الإثبات. ويقسم إلى قسمين:

## النفي الصريح
- النفي الصريح هو النفي الذي يسبق بإحدى أدوات النفي.

### أدوات النفي
- لا.ليس.ما

أ-الجملة الفعلية: حرف نفي غير عامل إذا دخل على الجملة الفعلية التي فعلها مضارع، فتنفي زمنه في الحاضر.
مثال: قوله تعالى: ﴿لا يُحِبُّ اللَّهُ الـْجَهْرَ بِالسُّوءِ مِنَ الْقَوْلِ﴾
ب-الفعل الماضي: تكون غير عاملة، إذا دخلت على الفعل الماضي، وتكون لغير الدعاء إذا:
إذا دخلت ( لا ) على الاسم الذي يعرب خبراً أو صفة أو حال.
إذا سبقت بنفي؛
مثال: ما عرفت الشر ولا أردت أن اعرفه.
إذا ورد في سياقها ( إلا )؛ مثال: فلا وجدتك إلاّ
ت-الاعتراض:
إذا توسطت بين الناصب والمنصوب
مثال: كقوله تعالى: {وَقَضَى رَبُّكَ أَلاَّ تَعْبُدُواْ إِلاَّ إِيَّاهُ } منصوب بـ ( أن + لا + فعل ).
وقوله تعالى: {لِكَيْلَا تَأْسَوْا عَلَى مَا فَاتَكُمْ }. ( لام التعليل + لا + فعل ).
إذا توسطت بين الجازم والمجزوم
مثال: من لا يزرع لا يأكل.
ث-العطف:
- غير

اسم يفيد نفي الاسم الواقع بعده وهو مضاف وما بعده مضاف إليه مجرور دائماً
مثال: (كانوا غير مبالين ).
- ليس

فعل ناقص يفيد النفي.
مثال: (ليس المؤمنُ بطعانٍ)
مع حرف الجر الزائد (من) على اسم ليس إذا كان نكرة فتفيد التوكيد
مثال: ليس إلى لقائك من سبيل.
- لم

حرف نفي وجزم وقلب، زمنه من الحاضر إ وتنفي حدوثه.
مثال: لم ينفع الأمم إلا أبناؤها المخلصون.
- لمّا

حرف نفي وجزم وقلب، ويمتد النفي به حتى زمن التكلم، وقد يتوقع حصوله في المستقبل.
قال تعالى:{قَالَتِ الْأَعْرَابُ آمَنَّا قُل لَّمْ تُؤْمِنُوا وَلَكِن قُولُوا أَسْلَمْنَا وَلَمَّا يَدْخُلِ الْإِيمَانُ فِي قُلُوبِكُمْ}
- لن
- إنْ
- ما
- سوى
- لا النافية للجنس

## النفي الضمني
الأسلوب النفي الضمني يكون بغير ( أدوات النفي )، ويستخدم الأساليب التالية لنفي.

### 1أسلوب الاستفهام
أسلوب لا يراد به طلب الفهم وإنما يراد النفي.
مثال: قوله تعالى: { وَمَن يَغْفِرُ الذُّنُوبَ إِلاَّ اللّهُ }

### 2أسلوب الشرط
يكون بالأدوات: ( لو – لولا – لوما ) وهي أدوات شرط غير جازمة.
مثال: لو زارني محمد لأكرمته

### 3أسلوب التمني
يتضمن هذا الأسلوب معنى النفي لأن التمني هو طلب شيء لا يمكن حصوله.
مثال: وقوله تعالى: { وَيَقُولُ الْكَافِرُ يَا لَيْتَنِي كُنتُ تُرَابًا}.

## أدوات النفي الصريح
لا - ليس - غير - لم - لما - لن - لام الجحود - إن - أن - ما